# Качество продукции
Словосочетание качество продукции имеет несколько различных определений, например:
- В стандарте ГОСТ 15467-79[1]: совокупность свойств продукции, обусловливающих её пригодность удовлетворять определённые потребности в соответствии с её назначением.
- В стандарте ИСО 8402—86[2]: «Качество — совокупность свойств и характеристик продукции или услуги, которые придают им способность удовлетворять обусловленные или предполагаемые потребности потребителя».
- В стандарте ГОСТ Р ИСО 9000-2015[3]: «Качество — степень соответствия совокупности присущих характеристик объекта требованиям».

В учебнике Огвоздина В. Ю.: Качество продукции — это совокупность объективно присущих продукции свойств и характеристик, уровень или вариант которых формируется при создании продукции с целью удовлетворения существующих потребностей.

## Критический анализ существующих определений
Фундаментальное определение качества как философской категории, данное Гегелем в его Энциклопедии философских наук, гласит: «Качество есть вообще тождественная с бытием непосредственная определенность…». «Нечто есть благодаря своему качеству то, что оно есть и, теряя своё качество, оно перестает быть тем, что оно есть…». Иначе говоря, качество — это присущие какому-либо объекту свойства и характеристики, которые определяют объект как таковой и отличают его от другого. Потеря свойств и характеристик приводит к исчезновению того объекта, которому они принадлежали. Так, например, вода при нагревании теряет свои характеристики и перестаёт быть водой, превращаясь в пар, который имеет уже другие, свои собственные свойства и характеристики (качество).
В соответствии с одним из основных положений терминоведения об образовании и определении терминов, определение термина в прикладном значении (качество продукции), исходя из иерархической связи между понятиями, не должно противоречить фундаментальному определению качества как категории. Например, в словаре Вебстера термин качество определён следующим образом:
Качество:
- особенные и существенные свойства: «природа» вещи;
- неотъемлемая черта: «свойство» вещи (прочность как качество стали).

В нарушение указанного положения науки терминологии приведённые в определения термина качество в прикладном значении не соответствуют фундаментальному, так как качество в них определяется не только как совокупность объективно присущих продукции свойств и характеристик, но и как удовлетворение потребностей (соответствие требованиям). А как указывали авторы упомянутых источников по терминологии (Д. С. Лотте и Г. П. Мельников), такое несоответствие неизбежно приведёт к путанице, что и случилось в данном случае с термином «качество продукции».
Дело в том, что в науке уже есть понятие, которое означает способность товара или услуги соответствовать предъявляемым требованиям (удовлетворять потребности):
- в экономике это понятие названо термином полезность (англ. utility)[9];
- в политической экономии это понятие названо потребительной стоимостью, которая также определена как полезность[10];
- в энциклопедическом словаре Вебстера качество, подходящее для применения, также определено как полезность[11].

Иначе говоря, способность качества предмета удовлетворять потребности называется не качеством, а полезностью. В этом понятии выражаются не сами по себе свойства вещей, а отношения людей к этим свойствам. Наглядным примером понятия «полезность» может быть наше отношение к лекарственным препаратам, каждый из которых, обладая своим собственным качеством (свойствами и характеристиками), может быть полезен одному и бесполезен или, более того, вреден другому. В связи с принятыми в науке определениями качества и полезности, соотношение между этими понятиями можно выразить следующей формулой: полезность = качество + удовлетворение потребностей. Такое понимание качества и его соотношения с полезностью прослеживается и в повседневной жизни, когда мы говорим: «Такое качество мне даром не нужно», или наоборот: «Вот это — качество!». Здесь мы определяем своё отношение не к качеству вообще, а к определённому уровню качества, который выражен в словах «такое», «это».
В стандартах из-за несоответствия между прикладным и фундаментальным определением термина «качество» произошла подмена понятий: вместо определения качества (внутреннего свойства продукции) дано определение её внешнего свойства — полезности. Более того, приведённые определения не просто вносят путаницу в понимании сущности качества продукции, а таят в себе настоящую логическую бомбу. Формально, согласно логике, из таких определений следует: если качество — это степень соответствия характеристик требованиям, то продукция, которая не соответствует нашим требованиям, не обладает качеством. Но в природе нет вещей без качества, без каких-либо свойств и характеристик.
Соглашаясь с приведёнными в стандартах определениями качества, что один и тот же предмет в одно и то же время может и обладать качеством, и не иметь его вовсе в зависимости от удовлетворения потребителей. Наглядно это показано следующим образом.

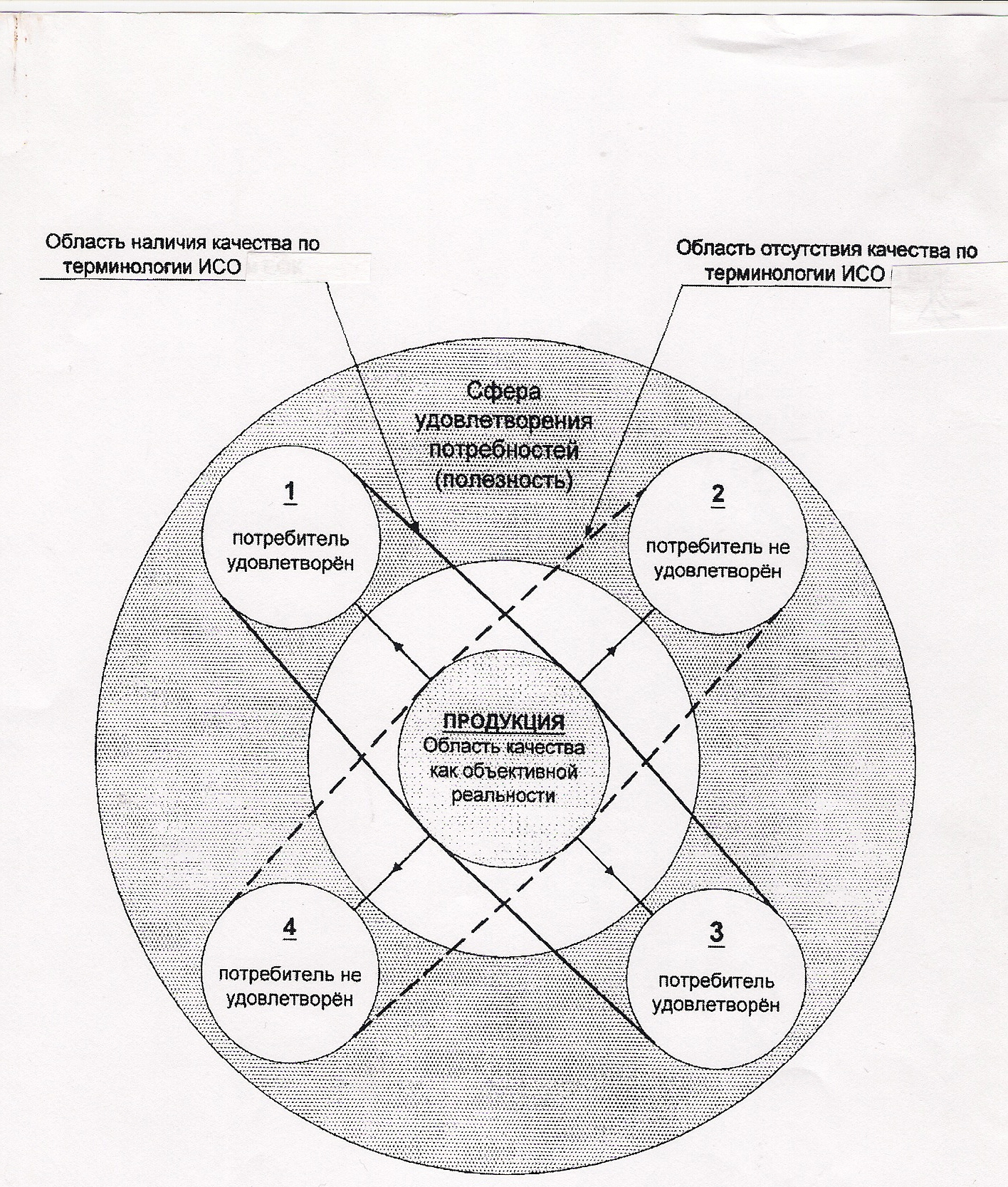
Качество и полезность продукции

В результате качество становится абсолютно неопределённым понятием. Здесь также налицо противоречие со здравым смыслом, ибо если продукция существует, то у неё есть вполне определённые характеристики, независимо от удовлетворения чьих-то потребностей. Качество продукции, взятое само по себе, является нейтральным понятием. Положительное или отрицательное отношение к качеству проявляется у потребителей и зависит от уровня качества этой продукции, от того, какие у неё свойства и характеристики. Говорим же мы о плохом (низком) или хорошем (высоком) качестве. Допущенная в стандартах ошибочная связь качества с удовлетворением потребностей понятна и объясняется тем, что в определении термина качество продукции для производителей важно было подчеркнуть, чтобы качество соответствовало требованиям заказчиков или рынков сбыта. Но тогда соответствие требованиям (удовлетворение потребностей) нужно было связывать не с сущностью качества, а с его уровнем, или набором требуемых характеристик. В этом случае прикладное определение качества соответствовало бы фундаментальному, как это и сформулировано в последнем из приведённых определений:
Качество продукции — это совокупность объективно присущих продукции свойств и характеристик, уровень или вариант которых формируется при создании продукции с целью удовлетворения существующих потребностей.

## Основные факторы, влияющие на качество продукции
Факторы внешней среды:
- уровень требований к качеству (потребители, прогресс, конкуренты);
- наличие поставщиков капитала, трудовых ресурсов, материалов, энергии, услуг;
- действующее законодательство в области качества и работа государственных органов.

Внутренние факторы предприятия:
- Материальная база предприятия (финансы, оборудование, инфраструктура);
- Персонал (квалификация и мотивация);
- Качество проекта (совершенство конструкции);
- Качество исполнения (применение передовых технологий);
- стабильность процессов;

Важным фактором является менеджмент (организация работ и управление предприятием), в том числе — система управления качеством, предусматривающая:
- маркетинг;
- взаимоотношение с заказчиками (контракты, сервис);
- контроль качества на всех этапах создания продукции;
- оперативное реагирование на проблемы с качеством.

## Использование термина «качество» в различных контекстах
При оценке уровня качества продукции часто используют понятные из контекста термины качественная или некачественная продукция. И хотя в быту это допустимо, специалистам в своих статьях надо помнить, что качественная не значит хорошая, а некачественная продукция, вообще без каких-либо свойств, в природе не существует.
Термин качество продукции иногда используется не как совокупность её свойств и характеристик, а как отдельные свойства и характеристики. Например, когда хотят подчеркнуть высокий уровень качества продукции, говорят, что она обладает набором таких качеств, которые делают её безусловным лидером в своей области. Такое использование термина качество встречается не только при оценке качества продукции. Говорят, например, о выдающихся качествах того или иного человека, обращая внимание на его моральный облик, талант или достижения высоких результатов.

## Качество ибизнес
В рыночных условиях никакие инвестиции не спасут предприятие, если оно не сможет обеспечить конкурентоспособность своей продукции, которая включает в себя цену и качество, отвечающие запросам потребителей, соответствие требованиям по безопасности и охране окружающей среды, сроки поставок и сроки гарантий, организацию технического обслуживания, авторитет изготовителя, стоимость эксплуатации и другие слагаемые.
Основой конкурентоспособности является качество продукции. Американский учёный Деминг первым из своих 14 ключевых принципов управления считал постоянство цели — непрерывное улучшение продукции для достижения её конкурентоспособности. Он говорил, что улучшение качества изделий вызывает положительную цепную реакцию: уменьшаются потери на брак, а значит, снижаются производственные затраты, и растёт производительность труда (объём выпускаемой годной продукции), а благодаря лучшему качеству и низкой цене увеличивается доля продукции предприятия на рынках сбыта и, как следствие, — упрочивается позиция предприятия.
В руководящем документе Госстандарта СССР «Методические указания по оценке технического уровня и качества промышленной продукции РД 50-149-79» первыми из слагаемых конкурентоспособности товара названы технический уровень товара и уровень качества его изготовления, характеризующие степень использования последних мировых научно-технических достижений при разработке конструкции и технологии изготовления.
Кроме основы конкурентоспособности выпускаемой продукции, качество является определяющим фактором и на этапе создания предприятия, когда оно ещё не выпускает продукцию. Чтобы организовать собственное предприятие, например, — ателье по шитью рубашек или мастерскую по изготовлению стульев, надо взять ссуду в банке. Для этого нужно составить убедительный для банка бизнес-план, в котором будет обоснована ваша способность вернуть ссуду. Поэтому вам обязательно придётся определиться с качеством: какие и для кого вы собираетесь делать стулья или шить рубашки, чтобы обеспечить их реализацию на рынке. От качества будущей продукции зависит также, какие нужно будет закупать материалы и оборудование, а, значит, зависит и величина необходимой ссуды. Поэтому можно уверенно утверждать:
Бизнес рождается и живёт своим качеством и умирает, когда оно становится ненужным.